# Bencomia exstipulata
El rosal del guanche (Bencomia exstipulata) es una especie perteneciente a la familia de las rosáceas.

## Descripción
Es un arbusto que puede llegar a medir hasta 2 metros de altura. Se trata de una especie de alta montaña endémica de las islas de Tenerife y La Palma (Canarias) que se encuentra en peligro de extinción. Este arbusto que se caracteriza por sus numerosas ramificaciones desde la base presenta una morfología tortuosa e intrincada. Las hojas aparecen dispuestas en rosetas con flores en inflorescencia y frutos globulosos. 
Esta planta solo encuentra de forma natural Parque nacional del Teide y Parque nacional de la Caldera de Taburiente en ninguna parte más del mundo. Esta especie está incluida en un importante plan de recuperación ya que su población se reduce a poco más de 50 ejemplares en sus principios. Con estos trabajos ya se encuentran unos 1500 ejemplares en la Palma y unas 500 en Tenerife.
Las principales causas de amenaza son la escasez de la especie producida por un sobrepastoreo hasta hace poco tiempo, la presencia de herbívoros introducidos en el hábitat de la especie, como conejos y muflones y la inestabilidad del sustrato donde está presente, lo que causa derrumbes que dañan las plantas.